# Melodifestivalen 1991

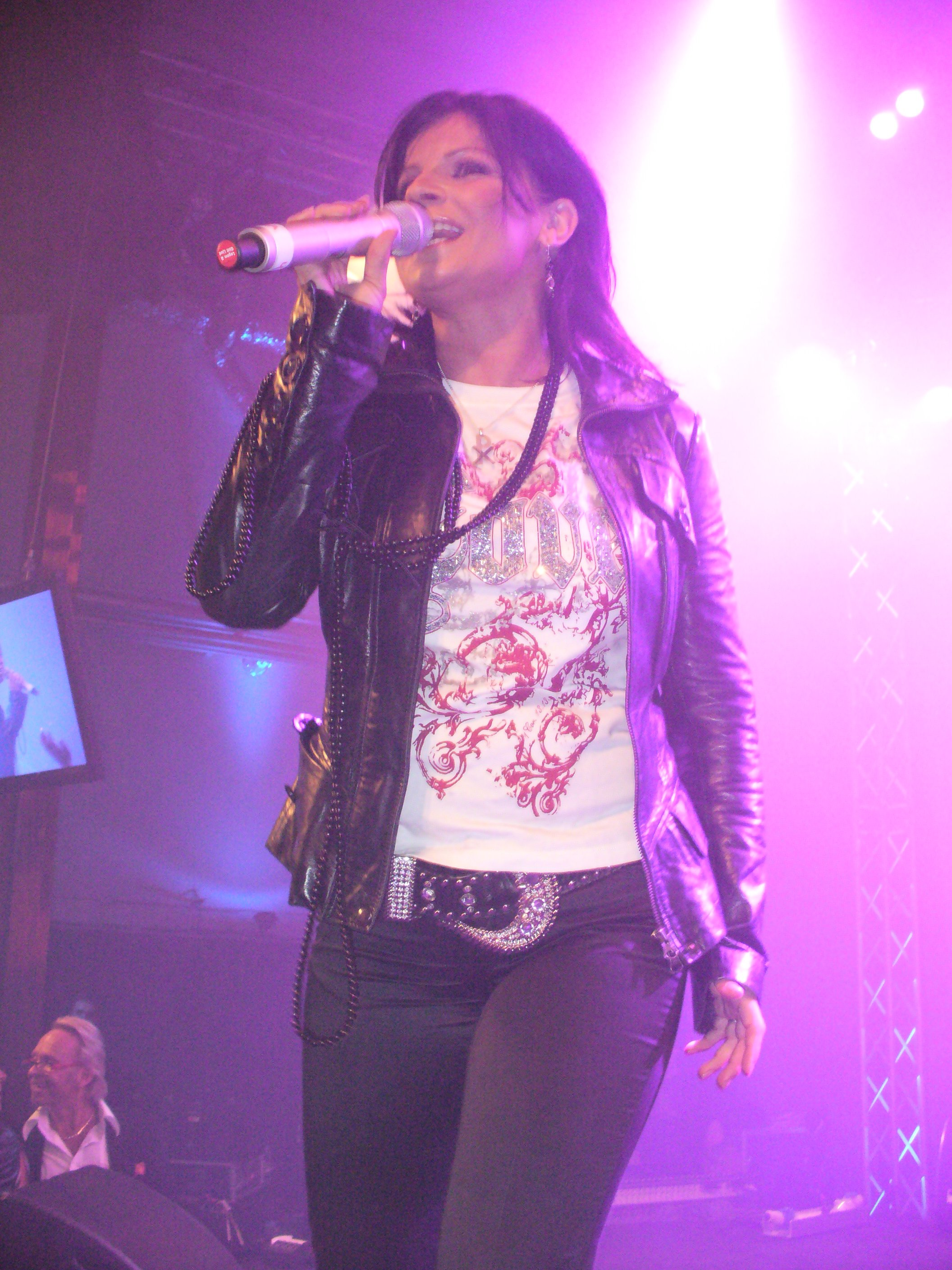
Melodifestivalen 1991

La edición de este año del Melodifestivalen tuvo lugar el 31 de marzo de 1991 en Malmö. El presentador fue Harald Treutiger, y la dirección de la orquesta corrió a cargo de Anders Berglund. 
Carola era naturalmente la favorita de la mayoría de los rotativos suecos.
| Nr. | Artista           | Canción                  | Texto/Música                                     | Puntos | Posición |
| --- | ----------------- | ------------------------ | ------------------------------------------------ | ------ | -------- |
| 1   | Laila Dahl        | Annie                    | Arne Höglund                                     | 33     | 4        |
| 2   | Pernilla Wahlgren | Tvillingsjäl             | Lena Philipsson                                  | -      | -        |
| 3   | Diana Nuñez       | Kärlekens dans           | Christina Beijbom y Lars Beijbom                 | -      | -        |
| 4   | John Ekedahl      | Stanna du i dina drömmar | John Ekedahl                                     | -      | -        |
| 5   | Jessica Wimert    | Änglar                   | Per Andreasson y Anders Dannvik                  | -      | -        |
| 6   | Towe Jaarnek      | Ett liv med dig          | Ingela Forsman, Bobby Ljunggren y Håkan Almqvist | 46     | 2        |
| 7   | Jim Jidhed        | Kommer du ihåg mej?      | Peter Karlssony Joakim Hagleitner                | 45     | 3        |
| 8   | Carola            | Fångad av en stormvind   | Stephan Berg                                     | 78     | 1        |
| 9   | Tove Naess        | Låt mig se ett under     | Stephan Berg                                     | 29     | 5        |
| 10  | Sharon Dyall      | Ge mig ett svar          | Pål Svenre y Linus Bergström                     | -      | -        |

## Sistema de Votación
| Artista    | Luleå | Örebro | Umeå | Norrköping | Falun | Karlstad | Sundsvall | Växjö | Estocolmo | Gotemburgo | Malmö | Total | Posición |
| ---------- | ----- | ------ | ---- | ---------- | ----- | -------- | --------- | ----- | --------- | ---------- | ----- | ----- | -------- |
| Laila Dahl | 4     | 6      | 6    | 2          | 1     | 4        | 1         | 2     | 1         | 2          | 4     | 33    | 4        |
| Jaarnek    | 2     | 1      | 2    | 8          | 6     | 6        | 2         | 4     | 8         | 6          | 1     | 46    | 2        |
| Jidhed     | 6     | 2      | 8    | 6          | 2     | 2        | 6         | 1     | 2         | 4          | 6     | 45    | 3        |
| Carola     | 8     | 8      | 4    | 4          | 8     | 8        | 8         | 8     | 6         | 8          | 8     | 78    | 1        |
| Naess      | 1     | 4      | 1    | 1          | 4     | 1        | 4         | 6     | 4         | 1          | 2     | 29    | 5        |